# Joy Eze
Joy Eze (31 de mayo de 2004) es una deportista de Reino Unido que compite en atletismo. Ganó una medalla de oro en el Campeonato Europeo Sub-20 de 2023 y otra de bronce en el Campeonato Europeo Sub-20 de 2021, ambas en la prueba de 100 m, además de oro en 2021 y plata en 2023 en el relevo 4 × 100 metros.